# (500557) 2012 UZ50
(500557) 2012 UZ50 es un asteroide perteneciente al cinturón exterior de asteroides, descubierto el 14 de septiembre de 2006 por el equipo del Spacewatch desde el Observatorio Nacional de Kitt Peak, Arizona, Estados Unidos.

## Designación y nombre
Designado provisionalmente como 2012 UZ50.

## Características orbitales
2012 UZ50 está situado a una distancia media del Sol de 3,207 ua, pudiendo alejarse hasta 3,698 ua y acercarse hasta 2,717 ua. Su excentricidad es 0,152 y la inclinación orbital 2,187 grados. Emplea 2098,52 días en completar una órbita alrededor del Sol.

## Características físicas
La magnitud absoluta de 2012 UZ50 es 16,6. 